# Toon Aerts
Toon Aerts, né le 19 octobre 1993 à Malle, est un coureur cycliste belge. Spécialiste du cyclo-cross, il est notamment champion d'Europe de cyclo-cross en 2016 et lauréat à deux reprises de la Coupe du monde de cyclo-cross en 2019 et 2020. 

## Biographie
Toon Aerts termine cinquième du championnat de Belgique de cyclo-cross juniors en 2011. En 2013, il obtient plusieurs places d'honneur à Hoogstraten, Zonhoven et Lebbeke. En 2014, il est vice-champion de Belgique de cyclo-cross espoirs. Il prend également la deuxième place à Zonhoven et Hoogstraten.
En octobre 2013, il rejoint l'équipe Baloise Trek Lions, spécialisée en cyclo-cross. Durant la saison 2015-2016, il remporte ses deux premières victoires professionnelles à Baal et Niel. En octobre 2016, il devient champion d'Europe de cyclo-cross en solitaire, mais est forfait pour les mondiaux suivantes en raison de fractures à la clavicule et à l'omoplate. En octobre 2017, il termine troisième du championnat d'Europe. Sur route, il remporte en 2017 l'Internationale Wielertrofee Jong Maar Moedig et les classements de la montagne du Tour de Wallonie et de la Flèche du Sud en 2019.
En janvier 2019, il devient pour la première fois champion de Belgique de cyclo-cross. Il devance le grand favori Wout van Aert triple champion du monde et triple champion national en titre. Sur le difficile circuit de Kruibeke, Aerts parvient à lâcher van Aert à deux tours de la fin et le devance de plus cinquante secondes à l'arrivée.
Il remporte deux années de suite le classement général de la Coupe du monde de cyclo-cross en 2018-2019 (vainqueur des deux manches américaines) et 2019-2020. En 2019, 2020 et 2021, il est médaillé de bronze du championnat du monde de cyclo-cross. À l'issue de la saison 2020-2021, il est classé numéro 1 mondial du cyclocross pour la première fois.
Lors de la saison 2021-2022, il gagne la manche de Coupe du monde de Zonhoven, ainsi que deux manches et le général du X²O Badkamers Trofee. En février 2022, il est révélé que le létrozole, un produit utilisé contre le cancer du sein a été retrouvé dans un échantillon de son urine, lors d'un test réalisé hors compétition juste avant les mondiaux de cyclo-cross, où il prend la sixième place. Le produit est également consommé par les personnes qui utilisent des stéroïdes anabolisants et qui souhaitent bloquer les effets féminisants ou stimuler la production de testostérone en empêchant sa dégradation. Il fait partie de la liste des substances interdites de l'AMA. Aerts nie les faits et met un terme à sa saison en attendant les résultats de l'échantillon B. En décembre 2022, il est suspendu deux ans, soit jusqu'au 16 février 2024,. Aerts fait appel, mais le Tribunal antidopage de l'UCI confirme la suspension en août 2023. 
Lors de l'hiver 2024-2025, il se classe deuxième de trois manches de Coupe du monde de cyclo-cross à Dublin, Namur et Besançon.

## Palmarès en cyclo-cross

### Par années
- 2012-2013
  - Cyclo-cross d'Eversel
  - 9e du championnat d'Europe de cyclo-cross espoirs
- 2013-2014
  - 2e du championnat de Belgique de cyclo-cross espoirs
  - 5e du championnat du monde de cyclo-cross espoirs
- 2014-2015
  - 2e du championnat de Belgique de cyclo-cross espoirs
  - 5e du championnat d'Europe de cyclo-cross espoirs
  - 6e du championnat du monde de cyclo-cross espoirs
  - 7e de la Coupe du monde de cyclo-cross espoirs
- 2015-2016
  - GGEW Grand-Prix, Bensheim
  - SOUDAL Classics - Cyclocross Leuven, Louvain
- 2016-2017
  -  Champion d'Europe de cyclo-cross
  - Trophée des AP Assurances #7, Baal
  - SOUDAL Classics-Jaarmarktcross, Niel
  - 9e de la Coupe du monde
- 2017-2018
  - SOUDAL Classics-Jaarmarktcross, Niel
  - 3e de la Coupe du monde
  - 4e du championnat du monde de cyclo-cross
- 2018-2019
  -  Champion de Belgique de cyclo-cross
  - Vainqueur de la Coupe du monde
    - Coupe du monde de cyclo-cross #1, Waterloo
    - Coupe du monde de cyclo-cross #2, Iowa City

  - Trophée des AP Assurances #1, Oudenaarde
  - Druivencross, Overijse
  - SOUDAL Classics - Leuven, Louvain
  -  Médaillé de bronze du championnat du monde de cyclo-cross
  - 2e du Trophée des AP Assurances
  - 2e du Superprestige
  - 5e du championnat d'Europe de cyclo-cross
- 2019-2020
  - Vainqueur de la Coupe du monde
  - Superprestige #2, Boom
  - Superprestige #5, Zonhoven
  - Trophée des AP Assurances #4, Renaix
  - Rectavit Series GP Leuven, Louvain
  -  Médaillé de bronze du championnat du monde de cyclo-cross
  - 3e du championnat de Belgique de cyclo-cross
  - 7e du championnat d'Europe de cyclo-cross
- 2020-2021
  - Classement général du Superprestige
    - Superprestige #1, Gieten

  - Ethias Cross Polderscross, Kruibeke
  - Ethias Cross Beringen, Beringen
  - X²O Badkamers Trofee #8, Bruxelles
  - 2e du championnat de Belgique de cyclo-cross
  - 2e du X²O Badkamers Trofee
  -  Médaillé de bronze du championnat du monde de cyclo-cross
  - 5e du championnat d'Europe de cyclo-cross
- 2021-2022
  - Coupe du monde de cyclo-cross #4, Zonhoven
  - Superprestige #1, Gieten
  - Classement général du X²O Badkamers Trofee
    - X²O Badkamers Trofee #2, Courtrai
    - X²O Badkamers Trofee #7, Lille

  - 2e du Superprestige
  - 3e de la Coupe du monde
  - 4e du championnat d'Europe de cyclo-cross
  - 6e du championnat du monde de cyclo-cross
- 2024-2025
  - Cyclo-Cross Otegem, Otegem
  - 2e de la Coupe du monde de cyclo-cross
  - 2e du X²O Badkamers Trofee
  - 3e du championnat de Belgique de cyclo-cross
  - 6e du championnat du monde de cyclo-cross

### Classements
| Épreuve / Édition        | 2009/2010 (juniors) | 2010/2011 (juniors) | 2011/2012 (espoirs) | 2012/2013 (espoirs) | 2013/2014 (espoirs) | 2014/2015 (espoirs) |
| Championnat du monde     |                     |                     |                     |                     | 5e                  | 6e                  |
| Coupe du monde           |                     |                     |                     |                     |                     | 7e                  |
| Championnat d'Europe     |                     |                     |                     | 9e                  |                     | 5e                  |
| Superprestige            |                     |                     |                     | 6e                  | 4e                  | 3e                  |
| Trophée GvA/Banque Bpost |                     |                     |                     | 10e                 | 5e                  | 3e                  |
| Championnat de Belgique  | 12e                 | 5e                  | 14e                 | 6e                  | 2e                  | 2e                  |

| Épreuve / Édition                     | 2015/2016 | 2016/2017 | 2017/2018 | 2018/2019 | 2019/2020 | 2020/2021 | 2021/2022 | 2024/2025 |
| Championnat du monde                  |           |           | 4e        | 3e        | 3e        | 3e        | 6e        | 6e        |
| Coupe du monde (2 victoires)          | 8e        | 9e        | 3e        | 1er       | 1er       | 4e        | 3e        | 2e        |
| Championnat d'Europe (1 victoire)     |           | 1er       | 3e        | 5e        | 7e        | 5e        | 4e        | 14e       |
| Superprestige (1 victoire)            | 11e       | 8e        | 4e        | 2e        | 4e        | 1er       | 2e        | 9e        |
| Trophée GvA/Banque Bpost (1 victoire) | 7e        | 5e        | 2e        | 2e        | 9e        | 2e        | 1er       | 2e        |
| Championnat de Belgique (1 victoire)  | 5e        | 5e        | 4e        | 1er       | 3e        | 2e        | 7e        | 3e        |

## Palmarès sur route
- 2017
  - Internationale Wielertrofee Jong Maar Moedig
- 2019
  - 2e de la Flèche du Sud